# 2014~2016년 레바논 대통령 선거
2014~2016년 레바논 대통령 선거는 2014년 4월 23일부터 열린 레바논의 대통령 선거이다. 첫 투표에서 어떤 후보도 3분의 2 이상의 과반수에 도달하지 못했으며, 이후 수 차례의 계속된 선거에도 정족수를 채우지 못해 대통령을 뽑고 있지 못했었다. 2015년 2월 18일 19차 선거가 열렸으나 대통령을 정하지 못했다. 원래는 차기 레바논 총선거보다는 먼저 대통령 선거가 치러질 예정이었으나, 대통령 선거가 계속해서 진행되지 않음에 따라, 대통령이 뽑힐 때까지 총선을 무기한 연기하기로 하였다. 2015년 6월 25일, 25차 대통령 선거에서도 정족수를 만족하지 못하여 차기 대통령을 뽑지 못했다. 2015년 7월 15일 열린 26차 대통령 선거에서도 정족수를 만족하지 못하여 대통령을 뽑지 못했다.
2016년 10월 31일 레바논 의회에서 미셸 아운을 제13대 대통령으로 선출하였다.

## 배경
살람 정부 형성기에 앞서 총선거 및 새 선거법을 도입하기 이전에 치르는 대통령 선거가 주요 쟁점으로 부상했다. 이로 인해 3월 14일 연합과 3월 8일 연합 사이에 교착 상태가 생겨 비등비등한 정국이 나타났다. 미래 운동의 전 당수이자 국회의장인 포아드 시니오라는 정부를 꾸리기 이전 선거 토론을 진행하기 시작했다. 정치적 불안정에 관해서는 대변인 나비흐 베리가 "우리의 의도가 좋은 것을 (3월 14일 연합에게) 보이기 위해, 우리는 지금부터 대선에 모든 것을 쏟지는 않는다. 이후 (새) 정부를 꾸리는 것에는 문제가 없을 것이다."라고 말했다.
다원적 전력 공유 전략에 대한 협정인 타이프 협정에 따라, 대통령은  레바논 마론파 기독교 사회에 속한, 즉 무소속인 미셸 술레이만이 되었다. 또한, 총리는 수니파에 속하는 탐맘 살람이, 의회 의장은 시아파인, 아말 운동과 3월 8일 연합의 나비흐 베리가 되었다. 여기에, 의회 부의장과 부총리는 그리스 정교회 출신이 되어야 했다.

## 후보자
대통령 후보자로 아민 제마옐, 미셸 아운, 술레이만 프란제 주니어, 사미르 제제, 진 오베이드, 리아드 살라메흐, 진 카와지, 보트로스 하르브, 로버트 가넴, 지아드 바로드 등이 출마했다. 마론파 대주교 베차라 보트로스 알라히 또한 이 대선에 영향을 줄 수 있다. 나딘 모우사 또한 출마를 밝힘으로써 레바논 최초의 여성 대통령에 도전할 것이라고 말했다.

## 선거 준비
나비 베리 국회의장이 만든 의회위원회에서 토론 결과를 알려주기로 했다. 이 위원회에는 3월 8일부터 14일까지 새로운 대통령을 뽑는 의회 임시회의를 열기 위한 국회의원을 모았고, 헌법 개정에 대해서는 하지 않으나 선거는 제 시간에 열어야 한다고 합의했다. 또한, 선거에 관심이 모이는 분위기를 만들기 위해 베리의 역할이 중요함을 강조했다.

## 선거 운동
대통령 선거 1차전 후, 헨리 헬로우는 "발리드 준블라트 후보 아니면 트로이 목마이다."라고 말했다. 여기서 준블라트는 대통령 후보였고, 스스로에게 투표할 수 없었다. 또한, 줌블라트는 스스로 망명해 있던 사드 하리리에게 "추후의 긴장과 위기를 막기 위해 내각 모두를 망라한 수장"이 되라고 요청했다. 제제는 "이 선거가 끝날 때까지" 계속 후보로 남을 것이라고 말했다. 또한, 국익을 위해서 강력한 국가와 지도자가 필요하다.라고 말했다.

## 투표
| 선거 | 날짜             | 결과 |
| ---- | ---------------- | --- |
| 1차  | 2014년 4월 23일  | 124명이 투표했다. 3분의 2 이상의 과반수를 득표한 사람은 없었다.                                                                   |
| 2차  | 2014년 4월 30일  | 정족수를 넘지 못해 부결되었다. |
| 3차  | 2014년 5월 7일   | 정족수를 넘지 못해 부결되었다. |
| 4차  | 2015년 5월 15일  | 정족수를 넘지 못해 부결되었다. |
| 5차  | 2014년 5월 22일  | 정족수를 넘지 못해 부결되었다. |
| 6차  | 2014년 5월 24일  | 정족수를 채우지 못했다. 5월 25일부터 대통령의 권한은 임시적으로 각료회의에서 처리하고, 탐맘 살람 총리가 임시 대통령으로 취임했다. |
| 7차  | 2014년 6월 18일  | 정족수를 채우지 못했다. |
| 8차  | 2014년 7월 2일   | 정족수를 채우지 못했다. |
| 9차  | 2014년 7월 23일  | 정족수를 채우지 못했다. |
| 10차 | 2014년 8월 12일  | 정족수를 채우지 못했다. |
| 11차 | 2014년 9월 2일   | 정족수를 채우지 못했다. |
| 12차 | 2014년 9월 12일  | 정족수를 채우지 못했다. |
| 13차 | 2014년 10월 9일  | 정족수를 채우지 못했다. |
| 14차 | 2014년 10월 29일 | 정족수를 채우지 못했다. |
| 15차 | 2014년 11월 19일 | 정족수를 채우지 못했다. |
| 16차 | 2014년 12월 10일 | 정족수를 채우지 못했다. |
| 17차 | 2015년 1월 7일   | 정족수를 채우지 못했다. |
| 18차 | 2015년 1월 28일  | 정족수를 채우지 못했다. |
| 19차 | 2015년 2월 18일  | 정족수를 채우지 못했다. |
| 20차 | 2015년 3월 11일  | 정족수를 채우지 못했다. |
| 21차 | 2015년 4월 2일   | 정족수를 채우지 못했다. |
| 22차 | 2015년 4월 22일  | 정족수를 채우지 못했다. |
| 23차 | 2015년 5월 13일  | 정족수를 채우지 못했다. |
| 24차 | 2015년 6월 3일   | 정족수를 채우지 못했다. |
| 25차 | 2015년 6월 24일  | 정족수를 채우지 못했다. |
| 26차 | 2015년 7월 15일  | 정족수를 채우지 못했다. |
| 27차 | 2015년 8월 12일  | 정족수를 채우지 못했다. |
| 28차 | 2015년 9월 2일   | 정족수를 채우지 못했다. |
| 29차 | 2015년 9월 30일  | 정족수를 채우지 못했다. |
| 30차 | 2015년 10월 21일 | 정족수를 채우지 못했다. |
| 31차 | 2015년 11월 11일 | 정족수를 채우지 못했다. |
| 32차 | 2015년 12월 2일  | 정족수를 채우지 못했다. |
| 33차 | 2015년 12월 16일 | 정족수를 채우지 못했다. |
| 34차 | 2016년 1월 7일   | 정족수를 채우지 못했다. |
| 35차 | 2016년 2월 8일   | 정족수를 채우지 못했다. |
| 36차 | 2016년 3월 2일   | 정족수를 채우지 못했다. |
| 37차 | 2016년 3월 23일  | 정족수를 채우지 못했다. |
| 38차 | 2016년 4월 18일  | 정족수를 채우지 못했다. |
| 39차 | 2016년 5월 10일  | 정족수를 채우지 못했다. |
| 40차 | 2016년 6월 2일   | 정족수를 채우지 못했다. |
| 41차 | 2016년 6월 23일  | 정족수를 채우지 못했다. |
| 42차 | 2016년 7월 13일  | 정족수를 채우지 못했다. |
| 43차 | 2016년 8월 8일   | 정족수를 채우지 못했다. |
| 44차 | 2016년 9월 7일   | 정족수를 채우지 못했다. |
| 45차 | 2016년 9월 28일  | 정족수를 채우지 못했다. |
| 46차 | 2016년 10월 31일 | 미셸 아운을 제13대 대통령으로 선출하였다.                                                                                         |